# Кэйтс, Гилберт
Гилберт «Гил» Кэйтс англ. Gilbert “Gil” Cates, (6 июня 1934 — 31 октября 2011) — американский кинорежиссёр и телевизионный продюсер. Наиболее известен по ежегодному продюсированию церемонии вручения премии Американской киноакадемии. С 1983 по 1987 год президент Гильдии режиссёров Америки.

## Биография
Кейтс (при рождении Гилберт Кац) родился в Нью-Йорке в 1934 году. Сын еврейских иммигрантов из России, Нины (в девичестве — Пельтцман) и Натана Каца, которые содержали небольшую мануфактуру по производству одежды.
В начале 1960-х активно занялся постановкой телевизионных сериалов, а с 1970-х годов — художественных фильмов, наиболее известными из которых стали: «Я никогда не пел отцу» (1970 год, Премия «Золотой глобус» за лучший драматический фильм), «Летние пожелания, зимние мечты» (1973 год), «О, Бог! Книга II» (1980 год), «Последняя супружеская пара в Америке» (1980 год).
Кейтс был основателем театра Geffen Playhouse в Уэствуде.
В 1983—1987 годах — президент гильдии кинорежиссёров Америки (англ. Directors Guild of America - DGA).
В 1990—1997 годах — декан школы театра, кино и телевидения (англ. UCLA School of Theater, Film and Television) Калифорнийского университета.
С 1990 года четырнадцать раз становился продюсером церемонии вручения премии Американской киноакадемии, за что многократно номинировался на премию Эмми (получил только в 1991 году).
Дядя актрисы Фиби Кэйтс.
Кэйтс умер у стоянки Калифорнийского университета UCLA в Лос-Анджелесе 31 октября 2011 года в возрасте 77 лет.
За свой вклад в развитие киноиндустрии удостоен Звезды на Голливудской Аллее Славы.

## Фильмография

### Телевидение

#### Продюсер
- Всем моим друзьям на берегу (1972)
- После падения (1974)
- Известность (1978)
- Рождественская ёлка медведей Беренштейна (анимационный) (1979)
- Ребёнок из ниоткуда (1982)
- Золото страны (1982)
- Чужие люди (1991)
- Во имя моей дочери (1992)
- Два лица зла (1994)
- Смерть в семье (2002)
- Собранные истории (2002)
- Празднование в театре Форда (2007)

#### Режиссёр
- Смерть в семье (2002)
- Собранные истории (2002)
- Невинные жертвы (1996)
- Два лица зла (1994)
- Чужие люди (1991)
- Зовите меня Анна (1990)
- Знаете ли вы человека-булку?(1989)
- Моя первая любовь (1988)
- Фатальное суждение (1988)
- Крик ребёнка (1986)
- Разрешение на зрелость (1985)
- Горение гнева (1984)
- Выбор Хобсона (фильм) (1983)
- Золото страны (1982)
- Джонни, я струдом тебя узнала (1977)
- После падения (1974)
- Дело (1973)
- Всем моим друзьям на берегу (1972)

### Сериалы

#### Продюсер
- Зал славы Hallmark (1951 — …)

#### Режиссёр
- Сумеречная зона (1985—1989)
- Театр волшебных историй (1982—1987)

### Фильмы

#### Продюсер
- Последняя супружеская пара в Америке (1980)
- О, Боже! Книга 2 (1980)
- Стрекоза (1976)
- Я никогда не пел отцу (1970)
- Кольца во всём мире {1966}

#### Режиссёр
- Ответный огонь (1988)
- О, Боже! Книга 2 (1980)
- Последняя супружеская пара в Америке (1980)
- Обещание (1979)
- Стрекоза (1976)
- Летние желания, зимние мечты (1973)
- Я никогда не пел отцу (1970)
- Кольца во всём мире {1966}